# タイム誌の表紙を飾った人物の一覧

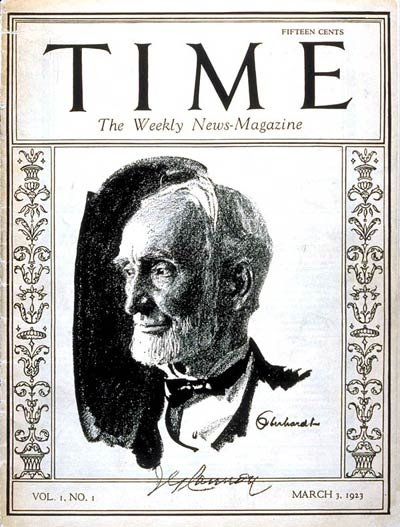
1923年3月3日付の創刊号の表紙を飾ったジョゼフ・G・キャノン。

タイム誌の表紙を飾った人物の一覧（タイムしのひょうしをかざったじんぶつのいちらん）では、デケイド別に人物の一覧を提示する。『タイム』誌の創刊は1923年である。同誌がアメリカ合衆国を代表する雑誌としての地位を確立するにつれ、その表紙に登場することは、その人物の特筆性、名声、あるいは、悪名の証しであると考えられるようになっていった。

## リスト
- タイム誌の表紙を飾った人物の一覧 (1920年代) - 1923年–1929年
- タイム誌の表紙を飾った人物の一覧 (1930年代) - 1930年–1939年
- タイム誌の表紙を飾った人物の一覧 (1940年代) - 1940年–1949年
- タイム誌の表紙を飾った人物の一覧 (1950年代) - 1950年–1959年
- タイム誌の表紙を飾った人物の一覧 (1960年代) - 1960年–1969年
- タイム誌の表紙を飾った人物の一覧 (1970年代) - 1970年–1979年
- タイム誌の表紙を飾った人物の一覧 (1980年代) - 1980年–1989年
- タイム誌の表紙を飾った人物の一覧 (1990年代)（英語版） - 1990年–1999年
- タイム誌の表紙を飾った人物の一覧 (2000年代)（英語版） - 2000年–2009年
- タイム誌の表紙を飾った人物の一覧 (2010年代)（英語版） - 2010年–2019年
- タイム誌の表紙を飾った人物の一覧 (2020年代)（英語版） - 2020年–2029年